# イーグル川 (コロラド州)
イーグル川（イーグルがわ、英: Eagle River）は、北アメリカ大陸西端部のロッキー山脈南部をだいたい西の方向へと流れる全長約97.4kmの河川で、コロラド川の支流の1つである。

## 流路
イーグル川は、その流路全体がアメリカ合衆国のコロラド州中西部を流れている。北アメリカ大陸の大陸分水嶺の太平洋側、イーグル郡南東部から始まる。北西に流れてギルマン（Gilman）、ミンターン（Minturn）、エイヴォン（Avon）を経由し、ウォルコット（Wolcott）付近で西に向きを変えてイーグル（Eagle）とジプサム（Gypsum）を流れ、イーグル郡西部のドットセロ（Dotsero）でコロラド川に合流する。したがって、イーグル川の水は、最終的に太平洋へと注ぐ。

## 汚染
イーグル川の流域には、1880年代から金や銀、後に亜鉛なども採掘するようになったイーグル鉱山が、1984年まで操業していた。イーグル鉱山から流れ出た水に含まれていた砒素や重金属（カドミウム、鉛、亜鉛）などによって、イーグル川は汚染されていた。その後、1986年から浄化が試みられているものの20世紀中には充分な浄化が達成できず、21世紀に入ってからも浄化作業が続けられている

。